# Apulie
Apulie (italsky Puglia [ˈpuʎja]IPA) je kraj v jihovýchodní Itálii. Na severu sousedí s Molise, na západě s Kampánií a na jihozápadě s Basilicatou. Na východě leží Jaderské moře, na jihu a jihozápadě Jónské moře. Jižní část Apulie se rozkládá na poloostrově Salento. Region má rozlohu 19 365,8 km², 4 milióny obyvatel a dělí se na 6 provincií. Hlavním městem je Bari.

## Historie

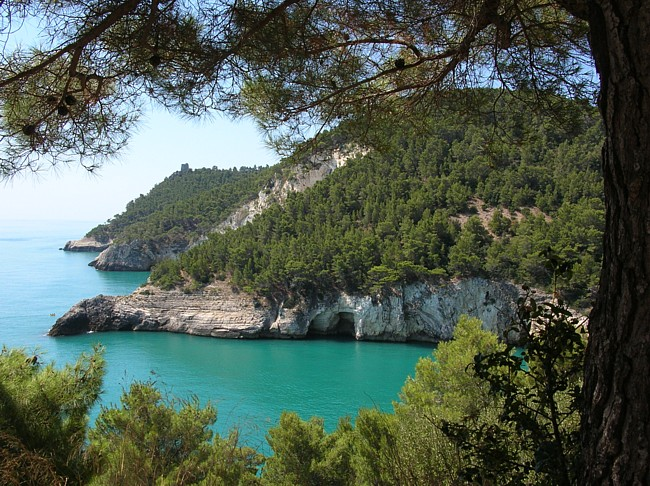
Poloostrov Gargano

Koncem 8. století př. n. l. vznikla na pobřeží Tarentského zálivu řecká osada Tarent, přes niž pak na území nynější Itálie proudila řecká kultura. Ve vnitrozemí tehdy žili illyrští Messapiové. Za doby Římské říše se rozrostl přístav Brindisi, odkud vyplouvaly obchodní lodě do Řecka a Orientu. Později patřilo zdejší území Byzantincům, Langobardům, Arabům i Normanům. Rozvoj regionu nastal ve 12. a 13. st. díky námořnímu obchodu. S příchodem rodu Aragonců nastal úpadek, situace se stabilizovala za vlády Bourbonů. V roce 1861 se Apulie (Puglia) stala součástí Italského království.

## Geografie
Apulie je nejméně hornatá část Itálie. Většinu kraje tvoří roviny a nízká kopcovitá krajina. Na nížiny a roviny celkem připadá 53 % rozlohy, nízké kopce zaujímají 45,5 % plochy a hory 1,5 %. Nejvýznamnější hornatina se rozkládá na poloostrově Gargano, na severovýchodě kraje, nejvyšší bod má 1 150 m a vrchy obvykle nepřekračují 1 000 m. Na severozápad, na hranice s Kampánií, velmi omezeně zasahují Kampánské Apeniny. Na severovýchodě leží nížina Tavoliere, ve střední části regionu se rozkládá krasová tabule Murge s nejvyšším bodem 679 m n. m.

## Administrativní uspořádání
Region Apulie má šest provincií. Hlavním městem Apulie je Bari. Součástí regionu jsou ostrovy Trémiti.
- Provincie Bari
- Provincie Barletta-Andria-Trani
- Provincie Brindisi
- Provincie Foggia
- Provincie Lecce
- Provincie Taranto

## Politika
V čele regionu stojí guvernér (Presidente), jenž je volen v přímé volbě na pětileté funkční období. Guvernér je zároveň hlavou regionální vlády (Giunta), jež se v současnosti skládá z jedenácti ministrů (Assessori). Nyní je guvernérem Michele Emiliano za Demokratickou stranu.
Legislativním sborem je Regionální zastupitelstvo (Consiglio Regionale), které má 51 členů a je voleno poměrným systémem. Volby probíhají společně s volbou guvernéra jednou za pět let.

### Výsledky posledních voleb do regionálního zastupitelstva (září 2020)
|                      |                      |                     |                     |           |       |         |
| Koalice              | Koalice              | Strana              | Strana              | Hlasy     | Hlasy | Mandáty |
| Koalice              | Koalice              | Strana              | Strana              | Abs.      | %     | Mandáty |
|                      | CSX                  |                     | Demokratická strana | 289 188   | 17.3  | 17      |
|                      | CSX                  | S Emilianem         | 110 559             | 6.6       | 6     |         |
|                      | CSX                  | Lidovci s Emilianem | 99 621              | 5.9       | 5     |         |
|                      | CSX                  | Ostatní strany      | 260 364             | 15.5      | 0     |         |
| Středolevice celkem  | Středolevice celkem  | 759 732             | 45.3                | 28        |       |         |
|                      | CDX                  |                     | Bratři Itálie       | 211 693   | 12.6  | 7       |
|                      | CDX                  | Liga severu         | 160 507             | 9.6       | 4     |         |
|                      | CDX                  | Forza Italia        | 149 399             | 8.9       | 4     |         |
|                      | CDX                  | Apulie zítřka       | 141 "201            | 8.4       | 3     |         |
|                      | CDX                  | Unie středu         | 31 736              | 1.9       | 0     |         |
| Středopravice celkem | Středopravice celkem | 694 536             | 41.4                | 18        |       |         |
|                      | M5S                  |                     | Hnutí pěti hvězd    | 165 243   | 9.9   | 5       |
|                      | M5S                  | Budoucí Apulie      | 9 897               | 0.6       | 0     |         |
| Koalice M5S celkem   | Koalice M5S celkem   | 175 140             | 10.5                | 5         |       |         |
|                      | Ostatní strany       | Ostatní strany      | Ostatní strany      | 47 091    | 2.8   | 0       |
| Celkem               | Celkem               | Celkem              | Celkem              | 1 676 499 | 100   | 51      |

## Hlavní centra regionu

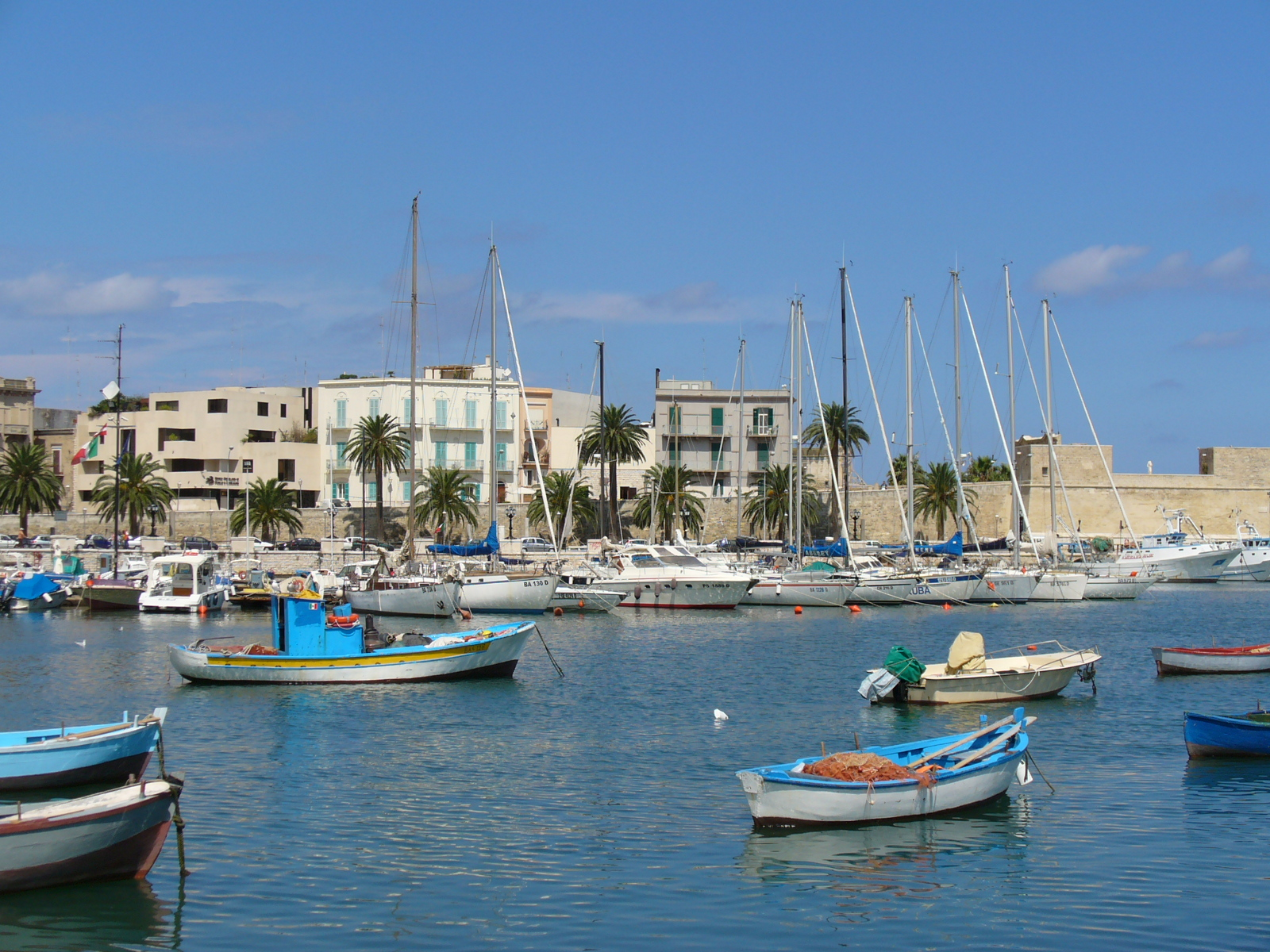
Bari

- Bari
- severní část
  - Foggia
  - Vieste
  - Lucera
  - Barletta
  - Trani
  - Molfetta
  - Bitonto
- jižní část
  - Lecce
  - Taranto
  - Brindisi
  - Polignano a Mare
  - Monopoli

Světové dědictví UNESCO
- Castel del Monte
- Alberobello